# Colastes bohayicus
Colastes bohayicus är en stekelart som beskrevs av Sergey A. Belokobylskij 1996. Colastes bohayicus ingår i släktet Colastes och familjen bracksteklar. Inga underarter finns listade i Catalogue of Life.